# Octomom Home Alone
Octomom Home Alone ist ein US-amerikanischer Pornofilm des Regisseurs Brad Armstrong aus dem Jahr 2012 mit Nadya Suleman, die aufgrund der Geburt von Achtlingen als „Octomom“ bekannt wurde, in mehreren Solo-Szenen zu sehen ist. Er wurde bei den AVN Awards 20213 als „Best Celebrity Sex Tape“ ausgezeichnet und kann der Kategorie von MILF-Filmen zugeordnet werden.

## Handlung
In ihrem eigenen selbst produzierten Video vergnügt sich Nadya Suleman sexuell in drei verschiedenen erotischen Szenarien, wobei jede spielerisch auf verschiedene Aspekte der von den Medien etablierten „Octomom“ -Persona abzielt.

## Kritik
Schauspielerin Amber Peach kritisierte den Film und sagte: „Das ganze Video sieht aus Porno-Sicht einfach unbeholfen und unbequem aus […] und lass mich nicht mit dem Teil anfangen, in dem sie nackt in einem Haufen Babykleidung liegt, das ist einfach nur verstörend.“ Alexander Espinoza von XCritic gab dem Film einen von fünf Sternen und sagte, er sei enttäuschend und habe seine Nominierungen nicht verdient. Dagegen empfahl Rob Perez von XCritic den Film mit den Worten: „Octomom sieht wirklich verdammt gut aus.“

## Auszeichnungen
- 2013: AVN Award – Best Celebrity Sex Tape[3]